# Вителий
Авъл Вителий Германик (на латински: Aulus Vitellius Germanicus) е римски император през периода, известен като Годината на четиримата императори. Управлява в продължение на осем месеца – от 16 април до 22 декември 69 г.

## Биография
Вителий е син на Луций Вителий, консул и управител на Сирия по време на управлението на Тиберий. Вителий е консул през 48 г. и (може би в периода 60 – 61 г.) проконсул в Африка. Бил е близък с всички императори от Тиберий до Нерон. По сведения на Светоний като момче Вителий бил включен в императорската свита за удоволствия на остров Капри, именно на което се отдавало издигането на баща му. Бил сред приятелите на Калигула, но окуцял след като императора го блъснал с колесницата си. С Клавдий го свързвала играта на зар. Постоянен сътрапезник в пиршествата на Нерон, Вителий става прочут със своята лакомия.
В края на 68 г. император Галба, сред общото изумление го избира за главнокомандващ на войските в южна Германия, вероятно считайки го за безопасен. Тук Вителий си спечелва популярност сред подчинените благодарение на прекаленото си разточителство и винаги добро настроение, което се оказва фатално за дисциплината "...по целия път се хвърлял да целува дори простите войници, които срещал; по станции и ханове бил прекомерно любезен с мулетарите и пътниците: сутрин ги питал един по един дали са закусили и се оригвал, за да покаже че той самият вече е привършил." (Светоний, „12-те цезари“).

### Възкачване
Вителий не би могъл да бъде наречен нито амбициозен, нито хитър, напротив, той е познат като мързеливец и човек твърде снизходителен към самия себе си, любител на яденето и пийването. Всъщност той дължи възкачването си на трона на Цецина и Фабий Валент, командири на два от легионите при Рейн. От тях двамата е организиран военен преврат – на 1 януари 69 г. германските легиони отказват да извършат традиционната новогодишна клетва за вярност към императора и Вителий е провъзгласен за император в Горна и Долна Германия. Метежните войски тръгват към столицата. По същото време преторианците в Рим свалят Галба и издигат Отон на негово място, но той властва за кратко, и малко след поражението на легионите му срещу тези на Вителий при Бедриак, Отон се самоубива (април 69 г.). След победата на Вителий се приписват думите: „Добре мирише убития враг, а още по-добре – убития съгражданин“, които произнесъл като усетил миризмата от гниещите на бойното поле трупове.
Вителий никога не е признат за император от целия римски свят, въпреки че от Сената са му присъдени обичайните за един император почести. С пристигането си новият принцепс започва гонение на привържениците на Отон и временно разпуска преторианската гвардия. Отказва да вземе традиционната императорска титла „цезар“, като вместо това приема почетното прозвище Germanicus – Германик. Той влиза в Италия застанал начело на разпуснатите си и груби легионери и превръща Рим в сцена, на която се разиграват множество бунтове, грабежи, масови кланета и гладиаторски спектакли. Вителий губи контрол над войниците и те се отдават на невиждани погроми и своеволия.
Въпреки първоначалните опити да покаже справедливост, режимът на Вителий се превръща в кървав терор. В продължение на няколко месеца той се занимава най-вече с организирането и провеждането на екстравагантни пиршества и пиянски веселби. „Угощения давал по три, а понякога и по четири пъти дневно...с всичко се справял лесно, понеже всеки път взимал средства за повръщане. ...Но понеже лакомията му била не само ненаситна и непрекъсната, но и неприлична, не можел да се сдържа дори по време на пътуване или жертвоприношение: пред самия олтар грабвал едва ли не от огъня парчета месо и жертвен хляб и започвал да дъвче, а в кръчмите по пътя се нахвърлял на още димящите гозби или на огризките от предишния ден.“ (Светоний, „12-те цезари“).

### Падение
През юни 69 г. източните легиони отказват да признаят Вителий за законен император. Провинциите в Азия, а също Египет и Северна Африка застават на страната на новоиздигнатия за император Флавий Веспасиан. Доставките със зърно към Рим са спрени. Скоро след разпространяването на слуха, че войски от Източна Далмация и Илирия също са признали за свой император Веспасиан и са тръгнали на поход към Рим, Вителий е изоставен от голяма част от поддръжниците си и поисква да остави императорската власт. С посредничеството на столичния префект Флавий Сабин, брат на Веспасиан, Вителий договаря да се оттегли от властта като получи 100 млн. сестерции.
Казва се, че Вителий е очаквал войските на Веспасиан в Мевания. Казва се също така, че оставката му е била приета от Прим, един от най-изтъкнатите поддръжници на Веспасиан, но че преторианците отказали да я приемат и го принудили да занесе отличителните за императора знаци в храма на богинята Конкордия. Тогава под възгласите на тълпата Вителий обявява, че не само запазва властта, но и приема прозвището „Съгласие“ (Concordia). Междувременно привържениците на Вителий за пореден път предизвикват бунтове и безредици в столицата (декември 69 г.). Те подпалват храма на Юпитер на Капитолий, където са обсадени и загиват префекта Сабин заедно с някои от сподвижниците му, докато самият Вителий се скрива, след като не успява да напусне града. С пристигането на Флавиевите войски в Рим, Вителий е изкаран от скривалището си, подложен е на бой и линчуване, а накрая позорно е убит с камъни и прътове от насъбралата се тълпа. Трупът му бил насечен и хвърлен в Тибър.

Управлението на Вителий е колкото кратко, толкова и безразсъдно. Макар че отначало демонстрира намерение да управлява разумно, той се намира изцяло под влиянието на Цецина и Валент.